# Cirrus Design
Cirrus Design är ett företag i Amerikas förenta stater som tillverkar mindre flygplan. De började med att sälja flygplan som byggsatser, men har slutat med det. Idag tillverkar de bland annat flygplan med fallskärm.